# Jerzy Łysk
Jerzy Łysk (kasz. Jerzi Łisk; ur. 20 stycznia 1950 w Pucku) – poeta, kompozytor, piosenkarz i animator kultury, znany szczególnie z działalności na niwie kultury kaszubskiej.

## Życiorys
Jerzy Łysk urodził się 20 stycznia 1950 r. w Pucku, jako syn Stanisława Łyska (1926-1970) i Magdaleny Łysk z domu Naczke (1926-1986). Rodzicami jego ojca byli: Ksawery Lieske (1885-1969) i Klara Lieske z domu Borchmann (1892-1974). Rodzice jego dziadka Ksawerego również nosili nazwisko Lieske. Byli to: Juliusz Lieske i Matylda Lieske z domu Bieschke. Od początku rósł i wychowywał się w domu, który szczególnie w okresie jego dzieciństwa, pełny był kaszubskiej mowy. Jego mieszkańcy tj. rodzice, dziadek Ksawery, babcia Klara i jej siostra Józefina Borchmann oraz ciocia Stefania Lieske (siostra jego ojca) i dwaj wujkowie: Kazimierz Łysk i Jan Łysk (bracia ojca), rozmawiali ze sobą wyłącznie po kaszubsku, więc język ten znany jest mu od kołyski.
Na niwie kultury kaszubskiej czynnie uczestniczył już jako dwunastolatek, tańcząc i śpiewając w latach 1962–1964, między innymi repertuar kaszubski w zespole działającym w Państwowym Ognisku Artystycznym w Pucku, prowadzonym przez Romualda Łukowicza.
Pracę twórczą związaną z kaszubszczyzną rozpoczął od komponowania muzyki do wierszy kaszubskich poetów. Do chwili obecnej skomponował muzykę między innymi do słów: Jana Trepczyka, ks. Leona Heykego, ks. Antoniego Peplińskiego, Stanisława Okonia, Alojzego Nagla, Stanisława Jankego, Jerzego Stachurskiego, Eugeniusza Pryczkowskiego, Marii Boszke oraz własnych. Na początku lat siedemdziesiątych minionego wieku, stworzone przez siebie kaszubskojęzyczne piosenki zaczął prezentować publiczności jako wokalista. Śpiewał je w swoim życiu podczas wielu występów. Występował nie tylko na różnych scenach, między innymi: w Krakowie (Rotunda), w Gdańsku (Teatr „Wybrzeże”, GKK „Rudy Kot”, Morski Dom Kultury), w Bełchatowie (Hala Widowiskowo-Sportowa), w Świeciu (Ośrodek Kultury, Sportu i Rekreacji), ale występował także w takich miejscach: jak np. na promie Polskiej Żeglugi Bałtyckiej „Pomerania”, w ośrodkach wczasowo-wypoczynkowych, szkołach, w hotelach robotniczych, w areszcie śledczym (w Gdańsku) i w więzieniu (Gdańsk-Przeróbka). W latach osiemdziesiątych i na początku lat dziewięćdziesiątych minionego wieku, kaszubskojęzyczne piosenki własnej kompozycji (do słów kaszubskich poetów oraz własnych), śpiewał występując pod egidą Gdańskiego Klubu Kultury „Rudy Kot” w Gdańsku. W 1989 r. Stowarzyszenie Twórcze Gdański Klub Kultury „Rudy Kot” w Gdańsku, wydało w formie książkowej pod redakcją pracownika tego klubu Zdzisława Bejdy, groteskowe, słowno-muzyczne widowisko w III aktach, według opowiadania Alojzego Budzisza w adaptacji Stanisława Jankego i z muzyką Jerzego Łyska, pt. „Jak Kulombószów Krësztof Amerikę wëkrił”. Kaszubskojęzyczne piosenki kompozycji Jerzego Łyska (do słów kaszubskich poetów oraz własnych) w jego wykonaniu, usłyszeć można było na antenie radiowej i telewizyjnej. Po raz pierwszy 8 kaszubskojęzycznych piosenek kompozycji Jerzego Łyska nagranych zostało w jego wykonaniu w 1975 r. na użytek Polskiego Radia w Gdańsku. Zainteresowała się wówczas nimi i doprowadziła do ich nagrania red. Wanda Obniska.
Jerzy Łysk komponował muzykę również do tekstów polskojęzycznych, między innymi jest kompozytorem hymnów szkół: Szkoły Podstawowej w Karwi i Szkoły Podstawowej w Gnieżdżewie. Autorem słów hymnu szkoły w Karwi jest Andrzej Schmidt, a hymnu w Gnieżdżewie Bernard Bolesław Hęćko. W Karwi hymn szkoły śpiewany jest przez jej uczniów od 1989 r., a w Gnieżdżewie od 1993.
W 1992 r. ogłoszony został przez Nasz Tygodnik „Ziemia Pucka”, konkurs na najpopularniejszych mieszkańców Ziemi Puckiej (powiatu puckiego), który trwał kilka miesięcy. Zakończył się on w 1993 r. Po podliczeniu nadesłanych do redakcji NT „Ziemia Pucka” kuponów, okazało się, że Jerzy Łysk znalazł się na drugim miejscu.

## Prowadzone przez Jerzego Łyska placówki kultury
- W latach 1973–1974 – kierował Gminnym Ośrodkiem Kultury (gminy Puck) w Strzelnie.
- W latach 1975–1976 – kierował placówką kultury w Żelistrzewie. Najpierw nosiła ona nazwę Gminny Ośrodek Kultury (gminy Żelistrzewo) a później w 1976 r. (gdy nie było już gminy Żelistrzewo), zmieniono nazwę na Wiejski Dom Kultury.
- W latach 1977–1986 – kierował Kaszubskim Domem Kultury w Krokowej.

W kierowanych przez niego placówkach kultury, ważną dla niego sprawą była kultura kaszubska. Na przykład w GOK-u w Strzelnie w czasie gdy był jego kierownikiem, zaczął działać zespół teatralny, przedstawiający kaszubskie widowisko „Ścięcie kani”. Powstał zespół folklorystyczny prezentujący ludowe tańce i piosenki kaszubskie. Zespoły te prowadził Leon Ellwart. Przy placówce tej działał też zespół „Klon”, którego Jerzy Łysk był wokalistą i gitarzystą. Z zespołem tym Jerzy Łysk prezentował publiczności kaszubskojęzyczne piosenki własnej kompozycji, śpiewane w lubianych przez ówczesną młodzież rytmach. W czasie, gdy kierował placówką kultury w Żelistrzewie, zorganizował między innymi: spotkanie z poetą kaszubskim Janem Piepką oraz spotkanie z hafciarką i śpiewaczką ludową Władysławą Wiśniewską. Natomiast, gdy zaczął kierować Kaszubskim Domem Kultury w Krokowej, natychmiast stworzył tam kaszubski zespół muzyczno-wokalny „Kaszëbë”. W KDK organizował spotkania z ciekawymi ludźmi, między innymi: kaszubskim poetą i kompozytorem Jerzym Stachurskim oraz badaczem folkloru Kaszub i Kociewia, dyrygentem i kompozytorem Władysławem Kirsteinem.

## Twórczość poetycka
W 1980 r. Jerzy Łysk zadebiutował jako poeta wierszem w języku kaszubskim pt. „Wieczórny zwón”, do którego muzykę skomponował Antoni Sutowski, a który zamieszczony został w pokonkursowym zbiorku piosenek nagrodzonych pt. „Lëdze gôdają”, wydanym przez Wojewódzki Ośrodek Kultury w Gdańsku.

## Tomiki wierszy
- „Mój ògródk” (1988 r.)[4]
- „Stegna” (1991 r.)[5]
- „Sôł miłosc” (1994 r.)[6]
- „Malëjã kòlibiónkã” (1996 r.) – wydanie I[7]
- „Malëjã kòlibiónkã” (1999 r.) – wydanie II poszerzone[8]
- „Sztëczk sebie” (2005 r.) – wydanie I[9]
- „Sztëczk sebie„ (2012 r.) – wydanie II[10]

## Publikacje (wybrane)
„Wieczór Wybrzeża”
- 28.08.1991 r. – na str. 6, wiersz „Dwiérze”

„Pomerania”
- listopad 1984 r. – na str. 27, wiersze: „Hej! Mòji domôcë” i „Mój ògródk”
- wrzesień 1985 r. – na str. 22, wiersze: „Zabronióm ce” i „Nëkóm we wid”
- listopad 1985 r. – na str. 16, wiersz „Zabrónióm ce”
- grudzień 1986 r. – na str. 15, wiersze: „Dwiérze” i „Stegna”
- styczeń 1988 r. – na str. 17, wiersz: xxx (Mòją lubòtą)
- lipiec – sierpień 1988 r. – na str. 50, wiersze: „Zazdrzóny w miniony czas”, „To mdze wszëtkò”, xxx (zamikóm òczë)
- lipiec – sierpień 1990 r. – na str. 32, wiersze: „Dobëtni kam” i xxx (cemżô strasznô)
- luty 1992 r. – na str. 27, wiersze: „Malëję kòlebiónkę” i „Òdrzekni mie”
- czerwiec 2003 r. – na str. 29, wiersze: „Nad zarkã nie darwôsz gùbic łzów”, „Rzekł jem”, „Òpòcuszką jidzesz”, „Nierôz pitóm jô sóm se”, xxx (Ju żes dnie ë noce), xxx (Nad wiôlgą płôchtą zła)
- wrzesień 2012 r. – na str. 66, wiersz „Wzyc wòjnë w nórt”
- styczeń 2013 r. – na str. 66, wiersze: „Òdrzeknij mie” i xxx (Pôcorë bòżégò chùchù)

„Mój Tygodnik ECHO Ziemi Puckiej”
- 04.02.1994 r. – na str. 11, wiersz „Zëma”
- 28.10.1994 r. – na str. 12, wiersz „Sôł miłosc”
- 07.04.1995 r. – na str. 11, wiersz „Kołysząc nadzieję”
- wiersz: xxx (Człowieczy czas)

„Wiatr od Morza”
- nr 5, 2000 r. – na str. 9, wiersz „Zazdrzóny w miniony czas” i jego przekład „Zapatrzony w miniony czas”

„Ziemia Gdańska”
- nr 138/1983 r. – na str. 29, „Wieczórni zwón”
- nr 149-150/1987-1988 – na str. 10, wiersz „Wanożnik A.”, na str. 64, wiersz „Szkòda dôwnëch lôtk”
- nr 153-154/1989 r. – na str. 87, wiersz „Jak snôżi je ten swiat”
- nr 153-154/1989 r. – na str. 89, „Jedze Mikòłôj”, przekład wiersza Lecha Miądowicza

„Echa Nadmorskie”
- nr 5, luty 1992 r. – na str. 8, wiersz „Stegna”

„Kurier Bytowski”
- 42/1994 r. – na str. 12, wiersz „Nie zastąpi ce nicht”

„Nasz Tygodnik Ziemia Pucka”
- 10.11.1993 r. – na str.11, wiersz „Zamikóm òczë”
- 31.12.1993 r. – na str. 2, „Rëbackô kòlęda”
- 14.01.1994 r. – na str. 11, wiersz „Zëma”

„Horyzonty Krakowskie”
- nr 3-4/1995-96 – na str. 49, wiersz „W smùtnym wspòminkù”

„Gazeta Nadmorska”
- 14.04.1993 r. – na str. 8, wiersze: xxx (człowieczy czas) i „Kołysząc nadzieję”
- 05.05.1993 r. – na str.8, wiersz „Nie zastąpi ce nikt”
- 21.05.1993 r. – na str. 8, wiersze: „Nie zastąpi ce nikt” i „Mëmka”
- 28.05.1993 r. – na str. 8, wiersz „Wieczórni zwón”
- 04.06.1993 r. – na str. 8, wiersz (piosenka) „Pòwiôstka ò Gùstkù ë Julce”
- 10.09.1993 r. – na str. 8, wiersz „Jeżlë ni – żôl mie ce”
- 08.10.1993 r. – na str. 6, wiersz „Jeżlë ni – żôl mie ce”
- 15.10.1993 r. – na str. 6, wiersz „Jeżlë ni – żôl mie ce”
- 22.10.1993 r. – na str. 6, wiersz „Nasze stronë”
- 28.02.2001 r. – na str. 7, wiersz „Sôł miłotã”
- 19.09.2001 r. – na str. 9, „Pòwiôstka ò Gùstkù ë Julce”
- 03.10.2001 r. – na str. 9, wiersz „Jesz są lëdze” i jego przekład na polski „Jeszcze są ludzie”
- 17.10.2001 r. – na str. 9, wiersz: xxx (Zamikóm òczë) i jego przekład na polski: xxx (Zamykam oczy)
- 07.11.2001 r. – na str. 9, wiersz „Jeżle ni – żôl mie ce” i jego przekład na polski „Jeżeli nie – żal mi ciebie”
- 21.11.2001 r. – na str. 9, wiersze: „Grëżelk”, „Do mëmczi 14 gromicznika 1986 rokù” i „Òdrzekni mie” oraz ich przekłady na polski: „Grudka”, „Do matki 14 lutego 1986 roku” i „Odpowiedz mi”
- 19.12.2001 r. – na str. 9, wiersz „Jedze Mikòłôj”, przekład na kaszubski wiersza Lecha Miądowicza
- 23.01.2002 r. – na str. 9, wiersze: „Zëma”, „A mie czas jic”, „Pòt ë redosc”, „W smutnym wspominku”
- 06.02.2002 r. – na str. 9, wiersz „Pòt ë redosc”
- 27.02.2002 r. – na str. 9, wiersze: „Ta mësl so gniôzdo mô ùwité” i xxx (z nadmòrsczich pieglëszcz) oraz ich przekłady: „Ta myśl gniazdo sobie uwiła” i xxx (z nadmorskich plaż)
- 20.03.2002 r. – na str. 9, wiersz: xxx (Pôcorë bòżégò chùchù) i jego przekład na polski: xxx (Perły bożego tchnienia)
- 10.04.2002 r. – na str. 9, wiersze: „Kòlibiąc nôdzejã” i „Malëjã kòlibiónkã” oraz ich tłumaczenia na polski: „Kołysząc nadzieję” i „Maluję kołysankę”
- 24.04.2002 r. – na str. 9, wiersze: „Wieczórny zwón” i wiersz bez tytułu: xxx (Na ósmim piãtrze)
- 26.06.2002 r. – na str. 9, wiersze: „Wzyc wòjnë w nórt” i „Jak snôżi je ten swiat”

„Kurier Nadmorski”
- 24-30.12.2004 r. – na str. 4, „Jedze Mikòłôj” – przekład na kaszubski wiersza Lecha Miądowicza

„Dziennik Bałtycki”
- 27.01.1989 r. – na str. 5, wiersz „Drzwi”
- 17.03.1989 r. – na str. 5, wiersz bez tytułu: xxx (z nadmorskich plaż)
- 08.12.1989 r. – na str. 5, wiersz „Odpowiedz mi”
- 15.12.1989 r. – na str. 5, wiersz bez tytułu: xxx (okiem superarbitra)
- 08.06.1990 r. – na str. 5, wiersz „Grudka”
- 27.07.1990 r. – na str. 5, wiersz bez tytułu: xxx (Zamikóm òczë) i jego przekład: xxx (Zamykam oczy)
- 02.11.1990 r. – na str. 5, wiersz „Zazdrzóny w miniony czas” i jego przekład na polski: „Zapatrzony w miniony czas”

„Ziemia Pucka” Pismo Komitetu Obywatelskiego „S”
- listopad 1990 r. – na str. 4, wiersz „Zwycięski kamień” – przekład Danuty Nowotarskiej, jego kaszubskiego wiersza „Dobëtni kam”
- kwiecień – maj 1991 r. – na str. 1, wiersz „Drzwi”

„Gwiazda Morza”
- 25.12.1994 r. i 2.01.1995 r. – na str. 21, wiersze: „Rëbackô kòlęda” i „Sôł miłosc”

„Ziemia Pucka”
- 24.01.1992 r. – na str. 6, wiersz: „Zapatrzony w miniony czas”.
- 11.03.1992 r. – na str. 6, wiersz: „Maluję kòlebiónkę” i jego przekład na polski: „Maluję kołysankę”
- 18.03.1992 r. – na str. 2, wiersz: „Maluję kòlebiónkę” i jego przekład na polski: „Maluję kołysankę” (zamieszczono ten wiersz po raz drugi, bo 11.03.1992 r. popełniono błędy drukarskie)

„Nasz Tygodnik PUCK”
- 30.11.1990 r. – na str. 3, wiersz bez tytułu: xxx (ùmiérô dzeckò)

„Mój tygodnik Echo Wejherowa”
- 23.03.1995 r. – na str. 2, wiersz „Kołysząc nadzieję”

„Zrzesz Kaszëbskô”
- marzec – kwiecień 1992 r. – na str. 17, wiersz „Ùmiérô dzeckò”, a na str. 20, wiersz „W smutnym wspominku”
- marzec 1993 r. – na str. 2, wiersz „Nie zastąpi ce nikt”
- kwiecień 1993 r. – na str. 4, wiersz Zëma”, a na str. 11, wiersz bez tytułu: xxx (Jak tu bëc dzise wiesołi)

„Zsziwk”
- nr 2/1995 r. – na str. 30, wiersze: „Dwiérze”, „Òdrzeknij mie”, „Zamikóm òczë”, „Ùmiérô dzeckò”, „A mie czas jic”

„Tatczëzna”
- nr 3/1990 r. – na str. 5, wiersz „Stegna”

„Pomorze”
- Nr 2/1988 r. – na str. 22, wiersze: xxx (Drëszë Kwiatë Fanë) i „Dlô wszëtczëch bije zwón”

„NORDA”
- 08.06.1995 r. – na stronie tytułowej, wiersz „Malëjã kòlibiónkã”
- 20.09.1995 r. – na stronie tytułowej, wiersz „Jesz są lëdze”
- 25.10.1995 r. – na stronie tytułowej, wiersz „Jak snôżi je ten swiat”
- 22.11.1995 r. – na stronie tytułowej, wiersz bez tytułu: xxx (Jak tu bëc dzysô wiesołi)
- 06.12.1995 r. – na stronie tytułowej, „Jedze Mikòłôj” – przekład wiersza Lecha Miądowicza
- 15.05.1996 r. – na str. 4, wiersz „Zazdrzóny w miniony czas”
- 05.06.1996 r. – na stronie tytułowej, wiersz „Szkòda dôwnëch lôtk”

„Rëmskô kleka”
- październik 2006 r. Nr 10 (26) – na pierwszej stronie wiersze: „Jeżlë nié, żôl mie ce” oraz „Spiéwómë” i jego przekład na polski: „Śpiewamy”

„Najô ùczba”
- październik 2007 r. – wiersz pt. „Mój ògródk” (trochę zmieniony, jako tekst do muzyki Wacława Kirkowskiego)

„STEGNA”
- numer 2/2013 [28] – na str. 33, wiersze: „Nëkóm we wid” i „Dwiérze”
- numer 4/2018 [50] – na str. 19, wiersze: „Serdeczno Cebie witómë”, xxx (Ju sã zaczął nowi rok) i xxx (Nad naszima dargama)

– na str. 20, wiersze: xxx (czej ce sztorëm pònëknął), xxx (Z ùsmiechã na twôrzë), xxx (Ni mògã cë nijak ùlżëc) i „Chòcbë mie òczë wëdłëbelë”
– na str. 21, wiersze: „Stegna”, „Nëkóm we wid” i „Wieczórny zwón”
„BIULETIN RADZËZNË KASZËBSCZÉGÒ JÃZËKA”
- 2018 r. – na stronach 304 i 305, wiersz: „Kòchóny stôri Gduńsk”, na stronie 312, wiersz: „Hej! Mòji domôcë”

„Neony – Tożsamość” KWARTALNIK ARTYSTYCZNO-HISTORYCZNY
- styczeń – marzec 2022 r. – na str. 38, wiersz: „Grëżelk” i jego przekład na polski: „Grudka”

## Utwory muzyczne publikowane w mediach
Pierwszy program Polskiego Radia
- „Kòle morza w jedny checzi” – słowa: Stanisław Janke, muzyka: Jerzy Łysk, śpiew: Jerzy Łysk

TVP
- „Babsczé kùszenié” – słowa i muzyka: Jerzy Łysk, śpiew: Jerzy Łysk, jako członek zespołu Trio Kaszubskie „Pomerania”
- „To są mòje stronë” – słowa: Stanisław Okoń, muzyka: Jerzy Łysk, śpiew: prowadzony przez niego zespół „Nasze Stronë”[11]

Radio Gdańsk
- „Żużkoj synku” – słowa: Jan Trepczyk, muzyka: Jerzy Łysk, śpiew: Jerzy Łysk
- „Rëbackô kòlãda z roku 1980” – słowa: Jerzy Łysk, muzyka: Antoni Sutowski, śpiew: zespół „Koleczkowianie”
- „Jak snôżi je ten swiat” – słowa: Jerzy Łysk, muzyka: Antoni Sutowski, śpiew: zespół „Koleczkowianie”
- „Kòchóny stôri Gduńsk” – słowa: Jerzy Łysk, muzyka: ?, śpiew: zespół „Fukus” z Wejherowa
- „Òbrôzk” – słowa: Leon Heyke, muzyka: Jerzy Łysk, śpiew: Paweł Ruszkowski

TVP Gdańsk
- „Tobaczka” – słowa: Stanislaw Janke, muzyka: Jerzy Łysk, śpiew: Jerzy Łysk
- „Pòwiôstka ò Gùstkù ë Julce” – słowa i muzyka: Jerzy Łysk, śpiew: Jerzy Łysk
- „W górã serca” – słowa: Eugeniusz Pryczkowski, muzyka: Jerzy Łysk, śpiew: Jerzy Łysk
- „Rozsewac miłotã” – słowa: Eugeniusz Pryczkowski, muzyka: Jerzy Łysk, śpiew: uczniowie gimnazjum w Żukowie wraz z Igą Fierką, późniejszą laureatką telewizyjnej „Szansy na sukces”
- „Na Twoje Zmartwechwstanie” – słowa: Jerzy Stachurski, muzyka: Jerzy Łysk, śpiew: Łukasz Łysk, instrument klawiszowy: Bartłomiej Łysk (jego synowie)
- „Òbrôzk” (fragment) – słowa: Leon Heyke, muzyka: Jerzy Łysk, śpiew: Ewa Brylowska
- „Wieczórny zwón” – słowa: Jerzy Łysk, muzyka: Antoni Sutowski, śpiew: zespół „Koleczkowianie” z towarzyszeniem zespołu jazzowego Jarosława Śmietany
- „Jak snôżi je ten swiat” – słowa: Jerzy Łysk, muzyka: Antoni Sutowski, śpiew: zespół „Koleczkowianie”
- „Kòchóny stôri Gduńsk” – słowa: Jerzy Łysk, muzyka: Antoni Sutowski, śpiew: zespół „Koleczkowianie”
- „Rëbackô kòlãda z roku1980” – słowa: Jerzy Łysk, muzyka: Antoni Sutowski, śpiew: zespół „Koleczkowianie”
- „Hej! Mòji domôcë” (króciutki fragment) – słowa: Jerzy Łysk, muzyka: Teresa Mudlaff, śpiew: zespół „Kaszubianki” z Władysławowa
- „Na górze” – słowa: Stanisław Okoń, muzyka: Jerzy Łysk, śpiew: prowadzony przez niego zespół „Nasze Stronë”
- „Pòrénk” (fragment) – słowa: Leon Heyke, muzyka: Jerzy Łysk, śpiew: prowadzony przez niego zespół „Nasze Stronë”
- „To lubi mie” – słowa: Jan Trepczyk, muzyka: Jerzy Łysk, śpiew: Jerzy Łysk
- „Jesmë i mdzemë wcyg” – słowa: Jan Trepczyk, muzyka: Jerzy Łysk, śpiew: Jerzy Łysk
- „Matinko Bòżô” – słowa: Alojzy Nagel, muzyka: Jerzy Łysk, śpiew: Jerzy Łysk
- „Na Twoje Zmartwechwstanie” – słowa: Jerzy Stachurski, muzyka: Jerzy Łysk, śpiew: zespół „Wicherki” z Kamienicy Szlacheckiej

Radio Kaszëbë
- „Na Twoje Zmartwechwstanie” – słowa: Jerzy Stachurski, muzyka: Jerzy Łysk, śpiew: Łukasz Łysk, elektroniczny instrument klawiszowy: Bartłomiej Łysk
- „Rozsewac miłotã” – słowa: Eugeniusz Pryczkowski, muzyka: Jerzy Łysk, śpiew: zespół „Spiéwné Kwiôtczi” z Banina
- „Tobaczka” – słowa: Stanisław Janke, muzyka: Jerzy Łysk, śpiew: Jerzy Łysk
- „Hej! Mòji domôcë” – słowa: Jerzy Łysk, muzyka: Teresa Mudlaff, śpiew: zespół „Kaszubianki” z Władysławowa
- „Mëmka” – słowa: Antoni Pepliński, muzyka: Jerzy Łysk, śpiew: Jerzy Łysk[12]

Telewizja Trwam i Radio Maryja
- „W Matczi miono” – słowa: Eugeniusz Pryczkowski, muzyka: Jerzy Łysk, śpiew: zespół „Spiéwné Kwiôtczi” z Banina

TV CSB
- „Òbrôzk” – słowa: Leon Heyke, muzyka: Jerzy Łysk, opr. na orkiestrę symfoniczną: Karol Nepelski, śpiew: solistka Opery Bałtyckiej, Anna Fabrello (sopran), przy akompaniamencie Orkiestry Symfonicznej Akademii Muzycznej w Gdańsku, im. Stanisława Moniuszki
- „Kòchóny stôri Gduńsk” – słowa: Jerzy Łysk, muzyka: Antoni Sutowski, opr. na orkiestrę symfoniczną: Karol Nepelski, śpiew: Grzegorz Piotr Kołodziej (śpiewak operowy – baryton), przy akompaniamencie Orkiestry Symfonicznej Akademii Muzycznej w Gdańsku, im. Stanisława Moniuszki

NASZA TV
- „Jakbes mòją chcała bëc” (tytuł wiersza: „Frantówka”) – słowa: Jan Karnowski, muzyka: Jerzy Łysk, śpiew: Jerzy Łysk.
- „Tobaczka” – słowa: Stanisław Janke, muzyka: Jerzy Łysk, śpiew: Jerzy Łysk

Internetowa telewizja regionalna TV.polwysep.pl
- „Rëbackô kòlãda z roku 1980” – słowa: Jerzy Łysk, muzyka: Antoni Sutowski, śpiew: Chór „Morzanie” z Dębogórza
- „Wieczórny zwón” – słowa: Jerzy Łysk, muzyka: Antoni Sutowski, śpiew: zespół „Bursztynki” z Mieroszyna

TVT TELETRONIK
- „Szëmòt” – słowa: Eugeniusz Pryczkowski, muzyka: Jerzy Łysk, śpiew: zespół „Młodzëzna” z Banina
- „Mój ògródk” – słowa: Jerzy Łysk, muzyka: Wacław Kirkowski, śpiew: zespół „Skowrónczi” z Dzierżążna
- „Jak snôżi je ten swiat” – słowa: Jerzy Łysk, muzyka: Wacław Kirkowski, śpiew: dziewczynka z zespołu „Skowrónczi” z Dzierżążna
- „W górã serca” – słowa: Eugeniusz Pryczkowski, muzyka: Jerzy Łysk, śpiew: zespół „Młodzëzna” z Banina (między innymi: Weronika Pryczkowska)
- „Rozsewac miłotã” – słowa: Eugeniusz Pryczkowski, muzyka: Jerzy Łysk, śpiew: zespół „Młodzëzna” z Banina
- „Hej! Mòji domôcë” – słowa: Jerzy Łysk, muzyka: Teresa Mudlaff”, śpiew: Kaszubski Zespół Regionalny „Levino” z Lęborka

TTM
- „Rëbackô kòlãda z roku 1980” – słowa: Jerzy Łysk, muzyka: Antoni Sutowski, opracowanie na chór: Przemysław Stanisławski, śpiew: chór „Morzanie” z Dębogórza
- „Szëmòt” – słowa: Eugeniusz Pryczkowski, muzyka: Jerzy Łysk, śpiew: prowadzony przez niego Zespół Kaszubski „Nasze Stronë”

TW – TELEWIZJA WYBRZEŻE
- „Mój ògródk” – słowa: Jerzy Łysk, muzyka: Wacław Kirkowski, śpiew: zespół „Skowrónczi” z Dzierżążna
- „Jak snôżi je ten swiat” – słowa: Jerzy Łysk, muzyka: Wacław Kirkowski, śpiew: dziewczynka z zespołu „Skowrónczi” z Dzierżążna

## Dyskografia
Kaseta magnetofonowa zespołu „Koleczkowianie”, pt. „Na kaszëbsczi ôrt” – nagranie PR S.A. Gdańsk – lipiec 1998 r.
- „Jak snôży je ten swiat” – słowa: Jerzy Łysk, muzyka: Antoni Sutowski
- „Wieczórny zwón” – słowa: Jerzy Łysk, muzyka: Antoni Sutowski

Kaseta magnetofonowa Zespołu Regionalnego „Koleczkowianie”, pt. „Biegôjta pastuszce” (kolędy kaszubskie) – nagranie PR S.A. Gdańsk – grudzień 1998 r.
- „Rëbackô kòlęda” – słowa: Jerzy Łysk muzyka: Antoni Sutowski

Kaseta magnetofonowa pt. „Tobie Boże chwała” (kaszubskie pieśni kościelne) – 1993 r. Edytor: ks. Jan Perszon, Zrzeszenie Kaszubsko-Pomorskie oddział w Luzinie.
- „Na Twoje Zmartwechwstanie” – słowa: Jerzy Stachurski, muzyka: Jerzy Łysk, śpiew: chór szkolny oraz zespół wokalny pod dyr. Bernardety Benkowskiej z Bolszewa (Angelika Kloske, Mirosława Kowalewska, Katarzyna Stolc)

Kaseta magnetofonowa pt. „Kaszuby” Piosenki kaszubskie – nagrana przez zespół Kaszubianki z Władysławowa. Nagrań dokonano w kwietniu 2000 r. Studio MASSUANA w Żukowie.
- Nr 14, „Hej! Mòji domôcë” – słowa: Jerzy Łysk, muzyka: Teresa Mudlaff

Płyta pt. „Kaszubianki z Władysławowa”.
- Nr 7, podano tytuł piosenki „Zibówka” (powinno być „Hej! Mòji domôcë” – słowa: Jerzy Łysk, muzyka: Teresa Mudlaff)

Płyta zespołu „Fukus” pt. „Wanodżi kòl mòrza” nagr. w North Studio – 12.2008-05.2009
- Nr 10, „Kòchóny stôri Gduńsk” – muz.trad., słowa: Jerzy Łysk

Płyta pt. „Oratorium Sianowskie” wydawca: Zrzeszenie Kaszubsko-Pomorskie w Baninie.
- Nr 22, „W Matczi miono” – słowa: Eugeniusz Pryczkowski, muzyka: Jerzy Łysk. Pieśń w wykonaniu zespołu „Overtake” z Kartuz

Płyta pt. „Gdze mòja chëcz” (nagrania z koncertu jubileuszowego Zrzeszenia Kaszubsko-Pomorskiego – Gdańsk, 2 grudnia 2006 r.).
- „Òbrôzk” – słowa: Leon Heyke, muzyka: Jerzy Łysk, opr. na orkiestrę symfoniczną: Karol Nepelski, śpiew: Anna Fabrello (sopran), przy akompaniamencie Orkiestry Symfonicznej Akademii Muzycznej im. Stanisława Moniuszki w Gdańsku
- „Kòchóny stôri Gduńsk” – słowa: Jerzy Łysk, muzyka: Antoni Sutowski, opr. Karol Nepelski, śpiewa: Grzegorz Piotr Kołodziej (baryton) przy akompaniamencie Orkiestry Symfonicznej Akademii Muzycznej im. Stanislawa Moniuszki w Gdańsku

Płyta pt. „Młodi dlô Gduńska” Polska Dziennik Bałtycki 2008 r.
- Nr 5, „Kòchóny stôri Gduńsk”- słowa: Jerzy Łysk, muz.?, wykonanie: zespół „Fukus”

Płyta pt. „Òd se cos dac”, wydawca: ZK-P Oddział w Baninie – 2008 r.
- Nr 16 „W Matczi miono” – słowa: Eugeniusz Pryczkowski, muzyka: Jerzy Łysk. Jest to płyta zespołu „Spiéwné Kwiôtczi” z Banina

Płyta pt. „Piãkné Kaszëbë” Zespołu Regionalnego „Koleczkowianie” nagrana w 2010 r.
- Nr 1 „Jak snôżi je ten swiat” – słowa: Jerzy Łysk, muzyka: Antoni Sutowski
- Nr 14 „Wieczórni zwón” – słowa: Jerzy Łysk, muzyka: Antoni Sutowski

Płyta pt. „Cél daleczi” zespołu „Spiéwné Kwiôtczi” z Banina, nagrana w 2010 r.
- Nr 19 „Rozsewac miłotã” – słowa: Eugeniusz Pryczkowski, muzyka: Jerzy Łysk
- Nr 20 „W górã serca” – słowa: Eugeniusz Pryczkowski, muzyka: Jerzy Łysk

Płyta pt. „Zemia Rodnô” Kaszubskiego Zespołu Regionalnego „Levino” z Lęborka – 2010 r.
- Nr 20 „Mòji domôcë” – słowa: Jerzy Łysk, muzyka: Teresa Mudlaff

Płyta pt. „Kaszëbsczé kòlãdë” Kaszubskiego Zespołu Regionalnego „Levino” z Lęborka – 2012 r.
- Nr 22 „Gwiôzdkòwô kòlãda” – słowa: Maria Boszke, muzyka: Jerzy Łysk

Płyta pt. „Wiedno Kaszëbë”, zespołu „Młodzëzna” z Banina – 2012 r.
- Nr 18 „Szëmòt” – słowa: Eugeniusz Pryczkowski, muzyka: Jerzy Łysk

Płyta pt. „Kaszëbë, Kaszëbë” Kaszubskiego Zespołu Regionalnego „Levino” z Lęborka – 2014 r.
- Nr 21 „Wieczórni zwón” – słowa: Jerzy Łysk, muzyka: Antoni Sutowski, śpiew: Franciszek Okuń – kierownik zespołu, a gościnnie akompaniuje mu na akordeonie Ryszard Borysionek

Płyta pt. „W jantarowi krôjnie” (dodôwk do ùczbòwnika do kaszëbsczégò jãzëka dlô gimnazjum).
- „Kòchóny stôri Gduńsk” – słowa: Jerzy Łysk, muzyka: ?, wykonanie: zespół „Fukus”. Wydawca: Zrzeszenie Kaszubsko-Pomorskie – Gdańsk 2015 r.

Płyta pt. „Kaszubianki z Władysławowa”, zespołu „Kaszubianki” – 2016 r.
- Nr 7 „Pòt ë redosc” – słowa: Jerzy Łysk, muzyka: Teresa Mudlaff
- Nr 16 „A czej bãdã wiôldżi” – słowa: Lech Miądowicz, przekład na język kaszubski: Jerzy Łysk, muzyka: Teresa Mudlaff. Nagranie: North Studio Swarzewo

Płyta pt. „Kaszëbskô Królewô” Kaszubskiego Zespołu Regionalnego „Levino” z Lęborka – 2016 r.
- Nr 4 „W Matczi miono”- słowa: Eugeniusz Pryczkowski, muzyka: Jerzy Łysk. Śpiew: Franciszek Okuń – kierownik zespołu

Płyta pt. „Kamiszczi” Pawła Ruszkowskiego – 2017 r.
- Nr 2 „Òbrôzk” – słowa: ks. Leon Heyke, muzyka: Jerzy Łysk. Śpiew: Paweł Ruszkowski

Płyta pt. „Bialczi z Wladislawòwa” – Kaszubianki z Władysławowa – płyta stanowiąca podsumowanie dwudziestoletniego dorobku artystycznego zespołu „Kaszubianki”. Wydawca: Muzeum Piśmiennictwa i Muzyki Kaszubsko-Pomorskiej w Wejherowie – 2018 r.
- Nr 14 „Mòji domôcy” (Zybówka) – słowa: Jerzy Łysk, muzyka: Teresa Mudlaff
- Nr 22 „Zybówka” (Mòji domôcy) – słowa: Jerzy Łysk, muzyka: Teresa Mudlaff
- Nr 49 „Pòt ë rëdosc” – słowa: Jerzy Łysk, muzyka: Teresa Mudlaff
- Nr 58 „A czej bãdã wiôldżi” – słowa: Lech Miądowicz, przekład na język kaszubski: Jerzy Łysk, muzyka: Teresa Mudlaff

Płyta pt. „Wiedno z Bògã” – Religijné piesnie – 2020 r.
- Nr 8 „W Matczi miono” słowa: Eugeniusz Pryczkowski, muzyka: Jerzy Łysk
- Nr 18 „Rozsewac miłotã” słowa: Eugeniusz Pryczkowski, muzyka: Jerzy Łysk. Śpiew: Weronika Cenôwa (Weronika Ceynowa)

Płyta pt. „Puckie Kolędowanie” – Realizacja nagrań: Ryszard Bizewski RB Sound.
- Nr 7 „Glorija, chcemë spiewac” – słowa: Maria Boszke, muzyka: Jerzy Łysk. Śpiew: Chór św. Cecylii przy parafii św. Apostołów Piotra i Pawła w Pucku. Akompaniament Reprezentacyjnej Orkiestry Dętej Ziemi Puckiej

Płyta pt. „Mùzyka dlô drëcha” zespołu „Spiéwné kwiôtczi” z Banina – 2022 r.
- Nr 3 „Bë sã dzało” – słowa: Eugeniusz Pryczkowski, muzyka: Jerzy Łysk

Płyta pt. „Mòtilk” – Kaszëbsczé spiéwanczi dlô dzecy. Wydawca: Zrzeszenie Kaszubsko-Pomorskie Gdańsk – 2023 r..
- Nr 46 „Bë sã dzało” – słowa: Eugeniusz Pryczkowski, muzyka: Jerzy Łysk. Śpiew: Weronika Ceynowa

## Utwory współautorskie (tekst lub muzyka) i całkowicie autorskie (tekst i muzyka) opublikowane wzapisie nutowym
Zbiór piosenek nagrodzonych w konkursie na piosenkę z tekstem kaszubskim pt. „Lëdze gôdają”, wydany przez Wojewódzki Ośrodek Kultury w Gdańsku w 1980 r.
- Str. 10 „Wieczórni dzwón” (słowa: Jerzy Łysk, muzyka: Antoni Sutowski)
- Str. 14 „Żużkoj synku” (słowa: Jan Trepczyk, muzyka: Jerzy Łysk)
- Str. 20 „Òbrôzk” (słowa: Leon Heyke, muzyka: Jerzy Łysk)

Zbiór piosenek nagrodzonych w konkursie na piosenkę z tekstem kaszubskim i kociewskim pt. „Na kaszëbsczi ôrt”, wydany przez Wojewódzki Ośrodek Kultury w Gdańsku w 1981 r.
- Str. 2 „Jak snôży je ten swiat” (słowa: Jerzy Łysk, muzyka: Antoni Sutowski)
- Str. 4 „Mòja kaszëbizna” (słowa: Jan Trepczyk, muzyka: Jerzy Łysk)
- Str.14 „Jedze Mikòłôj” (słowa: Lech Miądowicz, przekład na kaszubski i muzyka: Jerzy Łysk)

Zbiór piosenek nagrodzonych w III konkursie na piosenkę z tekstem kaszubskim lub kociewskim, pod przewodnictwem prof. dr Marka Podhajskiego. Nosi on tytuł „Jidze pozymk”, a wydany został w 1982 r. przez Wojewódzki Ośrodek Kultury w Gdańsku.
- Str. 6 „Jeden sztócëk to sprawił” (słowa: Jerzy Łysk, muzyka: Antoni Sutowski)
- Str. 10 „Pòwiôstka ò Gùstkù ë Julce” (słowa i muzyka: Jerzy Łysk)
- Str. 20 „Wzyc wòjnë w nórt!” (słowa: Jerzy Łysk, muzyka: Antoni Sutowski)

Zbiór pt. „Kaszëbsczié kòlęde ë godowe spiéwe”, wydany przez Zrzeszenie Kaszubsko-Pomorskie Oddział Miejski w Gdańsk w 1982 r.
- Str. 131 „Rëbackô kòlęda z roku 1980” (słowa: Jerzy Łysk, muzyka: Antoni Sutowski)

Biuletyn metodyczny Wojewódzkiego Ośrodka Kultury w Gdańsku, pt. „Ziemia Gdańska” (Nr 138), Gdańsk 1983 r.
- Str. 28 „Wieczórni dzwón” (słowa: Jerzy Łysk, muzyka: Antoni Sutowski)

Zbiór pt. „Dalecznosc” (Piosenki nagrodzone w konkursie na piosenkę z tekstem kaszubskim lub kociewskim). Wydany przez Wojewódzki Ośrodek Kultury w Gdańsku w 1986 r.
- Str. 14 „Kòchóny stôry Gduńsk” (słowa: Jerzy Łysk, muzyka: Antoni Sutowski)

Biuletyn metodyczny Wojewódzkiego Ośrodka Kultury w Gdańsku, pt. „Ziemia Gdańska” (Nr 151-152), Gdańsk 1988 r.
- Str. 59, Widzewiszcze groteskowé w III aktach podług powiôstków Alojzégo Budzysza, pt. „Jak Kulombószów Krësztof Amerikę wëkrił”. Adaptacja: Stanisław Janke. Muzyka: Jerzy Łysk.

Począwszy od strony 74 zamieszczono jego muzykę do słów Stanisława Jankego:
- Str. 74 „Kole morza w jedny checzi...” (słowa: Stanisław Janke, muzyka: Jerzy Łysk)
- Str. 74 „Mómë knôpa” (słowa: Stanisław Janke, muzyka: Jerzy Łysk)
- Str. 75 „Naszło, przeszło...” (słowa: Stanisław Janke, muzyka: Jerzy Łysk)
- Str. 75 „Do króla szpańscziego” (słowa: Stanisław Janke, muzyka: Jerzy Łysk)
- Str. 76 „Rôz, dwa, trzë, më jesmë...” (słowa: Stanisław Janke, muzyka: Jerzy Łysk)
- Str. 76 „Tobaczka” (słowa: Stanisław Janke, muzyka: Jerzy Łysk)
- Str. 77 „Na słowo królewsczie...” (słowa: Stanisław Janke, muzyka: Jerzy Łysk)
- Str. 78 „Czë nas odkrëją” (słowa: Stanisław Janke, muzyka: Jerzy Łysk)
- Str. 80 „Amerika wëkritô” (słowa: Stanisław Janke, muzyka: Jerzy Łysk)

Biuletyn metodyczny Wojewódzkiego Ośrodka Kultury w Gdańsku, pt. „Ziemia Gdańska” (Nr 153-154), Gdańsk 1989 r.
- Str. 86 „Mòja kaszëbizna” (słowa: Jan Trepczyk, muzyka: Jerzy Łysk)
- Str. 87 „Jak snôżi je ten swiat” (słowa: Jerzy Łysk, muzyka: Antoni Sutowski)
- Str. 89 „Jedze Mikòłôj” (słowa: Lech Miądowicz, przekład na kaszubski i muzyka: Jerzy Łysk)

Wydane drukiem w formie książkowej, widowisko słowno-muzyczne pt. „Jak Kulombószów Kresztof Amerikę wekrił”, na podstawie tekstu Alojzego Budzisza. Adaptacja: Stanisław Janke, muzyka: Jerzy Łysk. Wydawca: Stowarzyszenie Twórcze Gdański Klub Kultury Rudy Kot – 1989 r.
- Str. 18 „Kole morza w jedny checzi...” (słowa: Stanisław Janke, muzyka: Jerzy Łysk)
- Str. 18 „Mómë knôpa” (słowa: Stanisław Janke, muzyka: Jerzy Łysk)
- Str. 19 „Naszło przeszło...” (słowa: Stanisław Janke, muzyka: Jerzy Łysk)
- Str 19 „Do króla szpańscziego” (słowa: Stanisław Janke, muzyka: Jerzy Łysk)
- Str. 20 „Rôz, dwa, trzë, më jesmë...” (słowa: Stanisław Janke, muzyka: Jerzy Łysk)
- Str. 20 „Tobaczka” (słowa: Stanisław Janke, muzyka: Jerzy Łysk)
- Str. 21 „Na słowo królewsczie...” (słowa: Stanisław Janke, muzyka: Jerzy Łysk)
- Str. 22 „Czë nas odkrëją” (słowa: Stanisław Janke, muzyka: Jerzy Łysk)
- Str. 23 „Amerika wëkritô” (słowa: Stanisław Janke, muzyka: Jerzy Łysk)

Zbiór pt. „Tobie Boże chwała”. Kaszubskie pieśni katolickie. Wydawca: Ks. Jan Perszon; Zrzeszenie Kaszubsko-Pomorskie Oddział w Luzinie – 1993 r.
- Str. 14 „Na Twoje Zmartwechwstanie” (słowa: Jerzy Stachurski, muzyka: Jerzy Łysk)

Zbiór pt. „Piesnie Rodny Zemi”. Wydawca: Wydawnictwo ROST – 2003 r.
- Str. 115 „Na Twoje Zmartwechwstanie” (słowa: Jerzy Stachurski, muzyka: Jerzy Łysk)

Zbiór pt. „Dlô Was Panie”. Koscelny spiewnik. Wydawca: Zrzeszenie Kaszubsko-Pomorskie, Zarząd Główny – 2006 r.
- Str. 39 „Rëbackô kòlãda” (słowa: Jerzy Łysk, muzyka: Antoni Sutowski)
- Str. 39 „Rëbackô kòlãda” (słowa: Jerzy Łysk, muzyka: Wacław Kirkowski)
- Str. 69 „Na Twoje Zmartwechwstanie” (słowa: Jerzy Stachurski, muzyka: Jerzy Łysk)

Zbiór kompozycji Wacława Kirkowskiego pt. „Z TOBĄ BËC”. Wydawca: Wydawnictwo ROST – 2007 r.
- Str. 31 „Rëbackô kòlãda” (słowa: Jerzy Łysk, muzyka: Wacław Kirkowski)
- Str. 52 „Babsczé kùszenié” (słowa: Jerzy Łysk, muzyka: Wacław Kirkowski)
- Str. 55 „Hej, mòji domôcë” (słowa: Jerzy Łysk, muzyka: Wacław Kirkowski)
- Str. 56 „Jak snôżi je ten swiat” (słowa: Jerzy Łysk, muzyka: Wacław Kirkowski)
- Str. 58 „Mój ògródk” (słowa: Jerzy Łysk, muzyka: Wacław Kirkowski)
- Str. 60 „Wieczórny zwón” (słowa: Jerzy Łysk, muzyka: Wacław Kirkowski)

„Najô ùczba” (dodôwk do „Pomeranii”) – październik 2007 r.
- „Mój ògródk” (słowa: Jerzy Łysk, muzyka: Wacław Kirkowski)

Zbiór pt. „Kaszëbsczé nóte”. Popularne piesnie. Wydawca: Wydawnictwo ROST – 2008 r.
- Str. 12 „Kòchóny stôri Gduńsk” (słowa: Jerzy Łysk, muzyka: Antoni Sutowski)
- Str. 25 „Jak snôżi je ten swiat” (słowa: Jerzy Łysk, muzyka: Antoni Sutowski)
- Str. 66 „Wieczórny zwón” (słowa: Jerzy Łysk, muzyka: Antoni Sutowski)
- Str. 159 „Na Twoje Zmartwechwstanie” (słowa: Jerzy Stachurski, muzyka: Jerzy Łysk)
- Str. 160 „Rozsewac miłotã” (słowa: Eugeniusz Pryczkowski, muzyka: Jerzy Łysk)
- Str. 161 „W górã serca” (słowa: Eugeniusz Pryczkowski, muzyka: Jerzy Łysk)
- Str. 171 „Rëbackô kòlãda” (słowa: Jerzy Łysk, muzyka: Wacław Kirkowski)

Zbiór pt. „Kaszëbsczi cedowny swiat”. Śpiewnik dla przedszkoli kaszubskich. Wydawca: Zrzeszenie Kaszubsko-Pomorskie, Zarząd Główny – 2010 r.
- Str. 30 „Żużkoj synku” (słowa: Jan Trepczyk, muzyka: Jerzy Łysk)

KASZUBSKI śpiewnik domowy (pod redakcją Witosławy Frankowskiej). Wydawca: Wydawnictwo Region Jarosław Ellwart w koedycji z Muzeum Piśmiennictwa i Muzyki Kaszubsko-Pomorskiej w Wejherowie – 2014 r.
- Str. 24 i 25 „Żużkôj, synkù” (słowa: Jan Trepczyk, muzyka: Jerzy Łysk)
- Str. 70 i 71 „Kòchóny stôri Gduńsk” (słowa: Jerzy Łysk, muzyka: Antoni Sutowski)
- Str. 72 i 73 „Hej! Mòji domôcë” (słowa: Jerzy Łysk, muzyka: Antoni Sutowski)
- Str. 170 i 171 „Òbrôzk” (słowa: Leon Heyke, muzyka: Jerzy Łysk)

Kaszubski śpiewnik BOŻONARODZENIOWY (pod redakcją Witosławy Frankowskiej). Wydawca: Wydawnictwo Region z Gdyni i Muzeum Piśmiennictwa i Muzyki Kaszubsko-Pomorskiej w Wejherowie – 2016 r.
- Str. 44 i 45 „Gwiôzdkòwô kòlãda” (słowa: Maria Boszke, muzyka: Jerzy Łysk)
- Str. 68 i 69 „Rëbackô kòlãda z rokù 1980” (słowa: Jerzy Łysk, muzyka: Antoni Sutowski)
- Str. 98 i 99 „Glorija, chcemë spiewac” (słowa: Maria Boszke, muzyka: Jerzy Łysk)

Śpiewnik pt. „KOLĘDY I PASTORAŁKI KASZUBSKIE” na chór mieszany. Skład, druk, oprawa: Wydawnictwo Muzyczne POLIHYMNIA Sp. z o.o. Lublin – 2016 r.
- Str.24 i 25 „Rëbackô kòlãda z roku 1980” (słowa: Jerzy Łysk, muzyka: Antoni Sutowski, opracowanie na chór mieszany: Przemysław Stanisławski)

Śpiewnik pt. „Pieśni kaszubskie” w opracowaniu Marzeny Graczyk na 3-głosowy chór mieszany. Wydanie II poszerzone. Wydawca: Muzeum Piśmiennictwa i Muzyki Kaszubsko-Pomorskiej w Wejherowie – 2019 r.
- Str. 64,65 i 66 „Hej! Mòji domôcë” (słowa: Jerzy Łysk, muzyka: Antoni Sutowski)

Śpiewnik pt. „Mòtilk” – Kaszëbsczé spiéwanczi dlô dzecy. Autor: Eugeniusz Pryczkowski. Wydawca: Zrzeszenie Kaszubsko-Pomorskie Gdańsk – 2023 r.
- Str. 72 i 73 „Bë sã dzało” (słowa: Eugeniusz Pryczkowski, muzyka: Jerzy Łysk)

Śpiewnik autorstwa Marzeny Graczyk pt. „Òd se cos dac”. Pieśni kaszubskie w dwugłosowym opracowaniu na głosy równe. Wydawca: Muzeum Piśmiennictwa i Muzyki Kaszubsko-Pomorskiej w Wejherowie – 2024 r.
- Str. 18 i 19 „Hej, mòji domôce”(słowa: Jerzy Łysk, muzyka: Antoni Sutowski, opracowanie: Marzena Graczyk)

## Nagrody i wyróżnienia
- 1979 r. – nagroda pieniężna za piosenkę „Òbrôzk” (słowa: Leon Heyke, muzyka: Jerzy Łysk) w konkursie na piosenkę z tekstem kaszubskim, ogłoszonym przez Wojewódzki Ośrodek Kultury, Zrzeszenie Kaszubsko-Pomorskie i Polskie Radio w Gdańsku. Piosenka „Òbrôzk” została wyróżniona.
- 1980 r. – dwie nagrody pieniężne za piosenki: „Jak snôży je ten swiat” (słowa: Jerzy Łysk, muzyka: Antoni Sutowski) i „Jedze Mikołôj” (słowa: Lech Miądowicz, przekład na kaszubski i muzyka: Jerzy Łysk) w konkursie na piosenkę z tekstem kaszubskim i kociewskim, zorganizowanym przez Wojewódzki Ośrodek Kultury i Zarząd Główny Zrzrszenia Kaszubsko-Pomorskiego w Gdańsku. Piosenka „Jak snôży je ten swiat” zdobyła II nagrodę, a piosenka „Jedze Mikołôj” III nagrodę.
- 1982 r. – III nagroda pieniężna w konkursie na piosenkę z tekstem kaszubskim lub kociewskim, zorganizowanym przez Wojewódzki Ośrodek Kultury w Gdańsku i Zrzeszenie Kaszubsko-Pomorskie za piosenkę „Jeden sztócëk to sprawił” (słowa: Jerzy Łysk, muzyka: Antoni Sutowski).
- 1983 r. – I nagroda pieniężna w konkursie na piosenkę z tekstem kaszubskim lub kociewskim, zorganizowanym przez Wojewódzki Ośrodek Kultury w Gdańsku i Zarząd Główny Zrzeszenia Kaszubsko-Pomorskiego w Gdańsku, za piosenkę „Kochóny stori Gduńsk” (słowa: Jerzy Łysk, muzyka: Antoni Sutowski). Przyznano trzy równorzędne nagrody główne.
- 1985 r. – II nagroda pieniężna w konkursie literackim, zorganizowanym przez Zarząd Główny Zrzeszenia Kaszubsko-Pomorskiego i Wojewódzki Ośrodek Kultury, przy wsparciu finansowym Urzędu Wojewódzkiego w Gdańsku.
- 1985 r. – Nagroda specjalna Zrzeszenia Kaszubsko-Pomorskiego w Ogólnopolskim Konkursie Literackim im. Mieczysława Stryjewskiego w Lęborku.
- 1987 r. – II nagroda pieniężna w konkursie na utwór sceniczny, zorganizowanym przez Zrzeszenie Kaszubsko-Pomorskie w Gdańsku, za muzykę skomponowaną do słowno-muzycznego widowiska groteskowego w 3 aktach, pt. „Jak Kulombószów Krësztof Amerikę wëkrił (widowisko na podstawie tekstu Alojzego Budzisza, w adaptacji Stanisława Janke i z muzyką Jerzego Łyska).
- 1988 r. – literacka nagroda pieniężna Romana Wróblewskiego, przyznana przez członków kolegium i zespołu miesięcznika kulturalno-społecznego „Pomerania”.
- 1991 r. – wyróżnienie w I Konkursie Poetyckim o nagrodę Zygmunta Bukowskiego w Przywidzu.
- 1996 r. – nagroda „Skra Ormuzdowa”, przyznana przez redakcję miesięcznika „Pomerania”[14].
- 1996 r. – nagroda „Koło sterowe z herbem miasta Puck” z napisem: Dla Jerzego Łyska w 25-lecie twórczości artystycznej Burmistrz Miasta Pucka – lipiec 1996”.
- 1999 r. – nagroda za wyróżnienie opowiadania pt. „Wera”, w Ogólnopolskim Konkursie Prozatorskim im. Jana Drzeżdżona, zorganizowanym przez Muzeum Piśmiennictwa i Muzyki Kaszubsko-Pomorskiej w Wejherowie.
- 2002 r. – honorowe wyróżnienie w Ogólnopolskim Konkursie Literackim im. Mieczysława Stryjewskiego w Lęborku.
- 2005 r. – nagroda pieniężna za zasługi dla kultury kaszubskiej, wręczona przez Starostę Puckiego Artura Jabłońskiego, podczas benefisu Jerzego Łyska z okazji 35-lecia występów estradowych z własną piosenką kaszubską oraz 25 rocznicy debiutu poetyckiego. Benefis został zorganizowany w sali Ratusza Miejskiego w Pucku przez Powiatową Bibliotekę Publiczną oraz Starostwo Powiatowe w Pucku.
- 2006 r. – I nagroda w edycji książki kaszubskiej (poezja), za tomik „Sztëczk sebie” zdobyta podczas VII Kościerskich Targów Książki Kaszubskiej i Pomorskiej „Costerina 2006”[15].
- 2009 r. – odznaka honorowa „Zasłużony dla Kultury Polskiej”, przyznana przez Ministra Kultury i Dziedzictwa Narodowego.
- 2012 r. – nagroda „Kôlp z Biëlawe”. Jest to statuetka z napisem KȎLP Z BIËLAWE dla Jerzego Łysk za wiôlgô robòta dlô konkursu im. Jana Drzeżdżona BË NIE ZABËC MÒWË STARKÓW. Mechowo, 05.12.2012 r. Wojciech Dettlaff Starosta Pucki[16].
- 2016 r. – Nagroda Artystyczna Miasta Puck, w dziedzinie kreacja artystyczna.